# Olof Ripa
Olof Ripa, född 15 januari 1909 i Stockholm, död 18 januari 1992, var en svensk jurist och diplomat.

## Biografi
Ripa var son till bankkassör Edvin Ripa och Edla Åbom. Han var verksam som amanuens vid Svenska institutet för internationell rätt 1934-1937 innan han tog juristexamen i Uppsala 1937. Han var temporär medarbetare av Nationernas förbunds (NF) sekreteriat i Genève 1936 och blev attaché vid Utrikesdepartementet (UD) 1937. Ripa tjänstgjorde i Helsingfors, London och vid UD 1938-1939, Haag (tillförordnad chargé d’affaires) och vid UD 1940. Han tjänstgjorde i Teheran (tillförordnad chargé d’affaires) 1941, Ankara 1942, var andre sekreterare vid UD 1943, förste legationssekreterare i Tokyo 1945 och diplomerad representant hos allierade ÖB:s högkvarter i Japan 1946-1949. Ripa var därefter förste sekreterare vid UD 1949, förste vicekonsul i London 1950-1953, ställföreträdande medlare vid Neutrala nationernas övervakningskommission i Korea 1953-1954, förste beskickningssekreterare i Tokyo 1954, tillförordnad chargé d’affaires i Wellington 1955 och konsul i Montréal 1956. Han var tillförordnad chargé d’affaires i Ottawa 1957-1958, generalkonsul i Montréal 1959, envoyé i Nya Zeeland 1960, generalkonsul i Antwerpen 1962, ambassadör i Liberia, Ghana, Guinea och Sierra Leone 1964, även i Elfenbenskusten 1967 samt ambassadör i Bulgarien 1969-1974.
Han gifte sig 1949 med fil. kand. Margit Siwertz (1909-1990). Ripa avled den 18 januari 1992 och gravsattes på Norra begravningsplatsen i Solna kommun den 15 maj 1992.

## Utmärkelser
- Riddare av Nordstjärneorden (RNO)[6]
- Officer av Belgiska Kronorden (OffBKrO)[7]
- Officer av Grekiska Fenixorden (OffGrFenO)[7]
- Officer av Iranska Homa-Youneorden (OffIranHYO)[7]
- 2:a klass av Italienska orden Stella della Solidarieta (ItSolSO2kl)[7]
- Officer av Nederländska Oranien-Nassauorden (OffNedONO)[7]
- Officer av Tyska örnens orden (OffTyskÖO)[7]
- Officer av Ungerska förtjänstorden (OffUngFO)[7]
- Riddare av Danska Dannebrogorden (RDDO)[7]
- Riddartecknet av Finlands Vita Ros’ orden (RFinlVRO)[7]